# Světlana Moskalecová
Světlana Moskalecová (rusky Светлана Москалец; * 22. ledna 1969, Mytišči) je bývalá ruská atletka, vícebojařka.

## Kariéra
V roce 1994 na ME v atletice v Helsinkách dokončila sedmiboj na 5. místě, když nasbírala celkově 6 308 bodů. Na bronzovou medaili, kterou vybojovala Polka Urszula Włodarczyková ztratila 14 bodů. Největší ztrátu zaznamenala v oštěpařské části, kde výkonem 37,94 metru skončila na předposledním místě. Největší úspěchy své kariéry zaznamenala v roce 1995, kdy vybojovala v Barceloně výkonem 4 834 bodů titul halové mistryně světa v pětiboji a získala stříbrnou medaili na MS v atletice ve švédském Göteborgu, kde se stala mistryní světa Ghada Shouaa ze Sýrie. Na Mistrovství světa v atletice 1997 v Athénách figurovala po šesti disciplínách na 9. místě. Do závěrečného běhu na 800 metrů však pro zranění nenastoupila.

### Atlanta 1996
Na letních olympijských hrách 1996 v Atlantě skončila na celkovém 14. místě, když nasbírala 6 118 bodů. Nejlepší umístění zaznamenala v dálkařské části, kde skočila 656 cm a obsadila 4. místo, celkově šestá skončila ve vrhu koulí. Naopak v závěrečné disciplíně (800 m) doběhla v čase 2:30,89 jako poslední.

## Osobní rekordy
- Světlana Moskalecová na stránkách Světové atletiky (anglicky)
- sedmiboj - (6 598 bodů - 17. června 1994, Vladimir)